# Alcides Lanza
Alcides Emigdio Lanza (2 juin 1929 - 17 juillet 2024) est un compositeur, chef d'orchestre, pianiste et professeur de musique canadien d'origine argentine.  

## Biographie
Né à Rosario, Santa Fe, Lanza entreprend sa formation musicale à Buenos Aires où il est l'élève de Julián Bautista (composition), Ruwin Erlich (piano), Alberto Ginastera (composition) et Roberto Kinsky (direction d'orchestre). Il reçoit une bourse de l'Institut Torcuato di Tella en 1963-1964 qui lui permet de poursuivre des études avancées en composition musicale et en musique électronique. Il bénéficie également de subventions de la Fondation Ford (1966), de l’Union panaméricaine (1967-1969) et de la bourse Guggenheim (1965), ce qui lui permet de poursuivre sa formation aux États-Unis avec des professeurs tels qu'Olivier Messiaen, Riccardo Malipiero, Aaron Copland, Bruno Maderna et Yvonne Loriod.

## Carrière
De 1959 à 1965, Lanza est pianiste et professeur de chant au Teatro Colón de Buenos Aires. Il est président d'Agrupacion Música Viva pendant cette période. Pendant ses études aux États-Unis, il travaille au Columbia-Princeton Electronic Music Center avec Vladimir Ussachevsky. En 1971, il s'installe au Canada et rejoint la Faculté de musique de l'Université McGill à Montréal. De 1974 à 2003, il y dirige le studio de musique électronique. Parmi ses élèves figurent les compositeurs Peter Allen, Eli-Eri Moura, Nicole Rodrigue et John Burke
En 1972, Lanza devient directeur de la Société de musique contemporaine du Québec (SMCQ). La SMCQ lui commande plus tard Plectros IV qui est créée en 1975 par Bruce Mather et Pierrette LePage. En 1972-1973, il est compositeur en résidence à l'Office allemand d'échanges universitaires à Berlin et effectue des tournées de récitals en Scandinavie et en Allemagne. Il fonde ensuite le Composers/Performers Group et organise des présentations multimédias dans des villes comme New York et Montréal.
En 1986, il retourne en Argentine et au Brésil avec sa femme, l'actrice et chanteuse Meg Sheppard, pour des concerts de musique canadienne. Il est membre honoraire du Colegio de Compositores Latinoamericanos de Música de Arte, fondé par le compositeur mexicain Manuel de Elías.
En juin 2003, le Conseil des Arts du Canada lui décerne le prix Victor Martyn Lynch-Staunton, reconnaissant ainsi ses réalisations professionnelles en tant que compositeur.
Lors d'une cérémonie à Madrid, Lanza reçoit le Prix SGAE Tomás Luis de Victoria 2014 de musique ibéro-américaine, reconnaissant sa carrière de compositeur et sa contribution à la diffusion de la musique ibéro-américaine.
En tant que compositeur et interprète, il est connu comme un représentant de la musique classique contemporaine et de la musique d'avant-garde. Ses œuvres utilisent souvent une combinaison d’instruments traditionnels et inhabituels, et intègrent des sons et des extensions électroniques. La plupart de ses compositions sont publiées par Boosey & Hawkes, et Lanza lui-même possédait sa propre maison d'édition, Shelan Editions. Il est membre associé du Centre de musique canadienne, membre de la Ligue canadienne des compositeurs et membre honoraire de la Communauté électroacoustique canadienne. En 2019, Alcides Lanza devient membre de l’Ordre du Canada. 
Il est décédé le 17 juillet 2024, à l'âge de 95 ans.